# Artysta narodowy

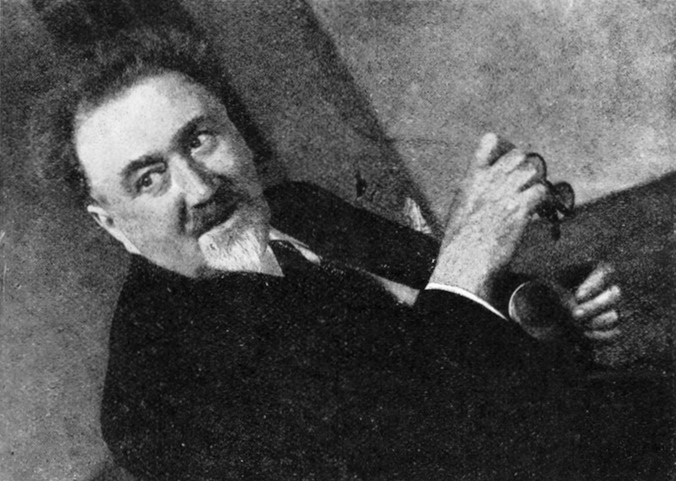
Max Švabinský, jeden z pierwszych artystów, któremu nadano honorowy tytuł artysty narodowego Republiki Czechosłowackiej

Artysta narodowy (słow. národný umelec, czes. národní umělec) – honorowy tytuł Republiki Czechosłowackiej, przyznawany artystom narodowości czeskiej lub słowackiej. Przyjęty został ustawą Zgromadzenia Narodowego Republiki Czechosłowackiej 20 kwietnia 1948 roku. Prawo weszło w życie z dniem 6 maja 1948 roku ustawą nr 130/1948. Na jej mocy prezydent mógł przyznać tytuł artyście narodowości czeskiej lub słowackiej, którego działalność artystyczna prezentuje szczególnie wysoki poziom i wyjątkowe znaczenie dla wzbogacania kultury narodowej. Nagroda mogła zostać też przyznana pośmiertnie.  
Ustawa nr 79/1953 z dnia z 16 września 1953 roku wprowadzała zmianę do ustawy i zmieniła określenie narodowości artysty z czeskiej i słowackiej na obywatela czechosłowackiego. Tytuł został przyznany nie tylko za prawdziwe walory artystyczne, ale także za polityczną zgodność z panującym w tym czasie reżimem. Artysta narodowy otrzymywał dożywotnią emeryturę honorową równą profesorowi uniwersyteckiemu. Zostało to zmienione przez zmianę ustawy, na mocy której emerytura przyznawana była uznaniowo przez rząd. Dzięki temu przyznanie tytułu i emerytury stało się jednym z narzędzi władzy politycznej do kierowania życiem artystycznym w Republice Czeskiej.
Jeszcze zanim ustawa weszła w życie, rząd powołał w sumie 33 artystów narodowych. Na posiedzeniu rządu w dniu 9 listopada 1945 roku, w związku z przyznaniem honorowego tytułu malarzowi Ludvíkowi Kubie, Maxowi Švabinskiemu, Václavowi Špálowi i Václavowi Rabasowi, opracowano wymóg odpowiedniej podstawy prawnej do przyznania tego tytułu. Tytuł został przyznany przez Prezydenta Republiki. Artysta narodowy miał prawo nosić odznakę honorową.
Obecnie tytuł nie jest przyznawany. Został zniesiony w 1990 roku na mocy ustawy nr 404/1990.

## Lista nagrodzonych
| Lp.  | Laureat                       | Aktywność                    | Rok przyznania | Narodowość | Uwagi                            |
| ---- | ----------------------------- | ---------------------------- | -------------- | ---------- | -------------------------------- |
| 1.   | Josef Hora                    | pisarz                       | 1945           | czeska     | pośmiertnie                      |
| 2.   | Petr Bezruč                   | poeta                        | 1945           | czeska     |                                  |
| 3.   | Ludvík Kuba                   | malarz                       | 1945           | czeska     |                                  |
| 4.   | Václav Rabas                  | malarz                       | 1945           | czeska     |                                  |
| 5.   | Václav Špála                  | malarz                       | 1945           | czeska     |                                  |
| 6.   | Max Švabinský                 | malarz                       | 1945           | czeska     |                                  |
| 7.   | Josef Bohuslav Foerster       | kompozytor                   | 1945           | czeska     |                                  |
| 8.   | Janko Jesenský                | poeta                        | 1945           | słowacka   |                                  |
| 9.   | Stanislav Kostka Neumann      | poeta                        | 1945           | czeska     |                                  |
| 10.  | Vítězslav Novák               | kompozytor                   | 1945           | czeska     |                                  |
| 11.  | Dušan Jurkovič                | architekt                    | 1945           | słowacka   |                                  |
| 12.  | Fráňa Šrámek                  | poeta                        | 1946           | czeska     |                                  |
| 13.  | Karel Toman                   | poeta                        | 1946           | czeska     | pośmiertnie                      |
| 14.  | Jaroslav Kvapil               | poeta                        | 1946           | czeska     |                                  |
| 15.  | Antonín Procházka             | malarz                       | 1946           | czeska     | pośmiertnie                      |
| 16.  | Václav Vydra                  | aktor                        | 1946           | czeska     |                                  |
| 17.  | Ladislav Šaloun               | rzeźbiarz                    | 1946           | czeska     |                                  |
| 18.  | Vladislav Vančura             | pisarz                       | 1946           | czeska     | pośmiertnie                      |
| 19.  | Jan Heřman                    | pianista                     | 1946           | czeska     |                                  |
| 20.  | Ferdiš Kostka                 | twórca ludowy                | 1946           | słowacka   |                                  |
| 21.  | Ivan Krasko                   | poeta                        | 1946           | słowacka   |                                  |
| 22.  | Vilém Zítek                   | śpiewak operowy              | 1946           | czeska     |                                  |
| 23.  | Ľudmila Podjavorinská         | pisarka                      | 1947           | słowacka   |                                  |
| 24.  | Leopolda Dostalová            | aktorka                      | 1947           | czeska     |                                  |
| 25.  | Marie Majerová                | pisarka                      | 1947           | czeska     |                                  |
| 26.  | Růžena Nasková                | aktorka                      | 1947           | czeska     |                                  |
| 27.  | Božena Slančíková-Timrava     | pisarka                      | 1947           | słowacka   |                                  |
| 28.  | Josef Lada                    | malarz                       | 1947           | czeska     |                                  |
| 29.  | František Langer              | pisarz                       | 1947           | czeska     |                                  |
| 30.  | Ivan Olbracht                 | pisarz                       | 1947           | czeska     |                                  |
| 31.  | Anna Maria Tilschová          | pisarka                      | 1947           | czeska     |                                  |
| 32.  | Ladislav Zelenka              | wiolonczelista               | 1947           | czeska     |                                  |
| 33.  | Josef Skupa                   | lalkarz                      | 1948           | czeska     |                                  |
| 34.  | Jiří Kroha                    | architekt                    | 1948           | czeska     |                                  |
| 35.  | Peter Jilemnický              | pisarz                       | 1949           | słowacka   | pośmiertnie                      |
| 36.  | Otakar Jeremiáš               | kompozytor                   | 1950           | czeska     |                                  |
| 37.  | Otýlie Beníšková              | aktorka                      | 1952           | czeska     |                                  |
| 38.  | Fraňo Kráľ                    | pisarz                       | 1953           | słowacka   |                                  |
| 39.  | Vítězslav Nezval              | pisarz                       | 1953           | czeska     |                                  |
| 40.  | Marie Pujmanová               | pisarka                      | 1953           | czeska     |                                  |
| 41.  | Martin Benka                  | malarz                       | 1953           | słowacka   |                                  |
| 42.  | Jaroslav Průcha               | aktor                        | 1953           | czeska     |                                  |
| 43.  | František Smolík              | aktor                        | 1953           | czeska     |                                  |
| 44.  | Zdeněk Štěpánek               | aktor                        | 1953           | czeska     |                                  |
| 45.  | Emil František Burian         | reżyser i kompozytor         | 1954           | czeska     |                                  |
| 46.  | Jan Škoda                     | reżyser                      | 1954           | czeska     |                                  |
| 47.  | Zdeňka Baldová                | aktorka                      | 1955           | czeska     |                                  |
| 48.  | Andrej Bagar                  | aktor                        | 1955           | słowacka   |                                  |
| 49.  | Ján Borodáč                   | aktor                        | 1955           | słowacka   |                                  |
| 50.  | Karel Pokorný                 | rzeźbiarz                    | 1956           | czeska     |                                  |
| 51.  | Mikuláš Schneider-Trnavský    | kompozytor                   | 1956           | słowacka   |                                  |
| 52.  | Václav Talich                 | dyrygent                     | 1957           | czeska     |                                  |
| 53.  | Jindřich Jindřich             | kompozytor                   | 1957           | czeska     |                                  |
| 54.  | Eugen Suchoň                  | kompozytor                   | 1958           | słowacka   |                                  |
| 55.  | Zdeněk Chalabala              | dyrygent                     | 1958           | czeska     |                                  |
| 56.  | Marta Krásová                 | śpiewaczka operowa           | 1958           | czeska     |                                  |
| 57.  | Jan Lauda                     | rzeźbiarz                    | 1958           | czeska     |                                  |
| 58.  | Vincenc Makovský              | rzeźbiarz                    | 1958           | czeska     |                                  |
| 59.  | Zdeněk Otava                  | śpiewak operowy              | 1958           | czeska     |                                  |
| 60.  | Ladislav Pešek                | aktor                        | 1958           | czeska     |                                  |
| 61.  | Vlastimil Rada                | malarz                       | 1958           | czeska     |                                  |
| 62.  | Jaroslav Vojta                | aktor                        | 1958           | czeska     |                                  |
| 63.  | Jarmila Glazarová             | pisarka                      | 1959           | czeska     |                                  |
| 64.  | Vojtěch Sedláček              | malarz                       | 1959           | czeska     |                                  |
| 65.  | Marie Podvalová               | śpiewaczka operowa           | 1960           | czeska     |                                  |
| 66.  | Maria Tauberová               | śpiewaczka operowa           | 1960           | czeska     |                                  |
| 67.  | Karel Nový                    | pisarz                       | 1960           | czeska     |                                  |
| 68.  | Karel Svolinský               | malarz                       | 1961           | czeska     |                                  |
| 69.  | Oľga Borodáčová               | aktorka                      | 1961           | słowacka   |                                  |
| 70.  | Hana Meličková                | aktorka                      | 1961           | słowacka   |                                  |
| 71.  | Jarmila Urbánková             | aktorka                      | 1962           | czeska     |                                  |
| 72.  | Vincenc Beneš                 | malarz                       | 1963           | czeska     |                                  |
| 73.  | Jiří Trnka                    | malarz                       | 1963           | czeska     |                                  |
| 74.  | Jan Werich                    | aktor i pisarz               | 1963           | czeska     |                                  |
| 75.  | Antonin Pelc                  | malarz                       | 1963           | czeska     |                                  |
| 76.  | Ľudovít Fulla                 | malarz                       | 1963           | słowacka   |                                  |
| 77.  | Václav Bednář                 | śpiewak operowy              | 1963           | czeska     |                                  |
| 78.  | Beno Blachut                  | śpiewak operowy              | 1963           | czeska     |                                  |
| 79.  | Jan Pivec                     | aktor                        | 1963           | czeska     |                                  |
| 80.  | Miloš Alexander Bazovský      | malarz                       | 1964           | słowacka   |                                  |
| 81.  | Janko Alexy                   | malarz                       | 1964           | słowacka   |                                  |
| 82.  | Eduard Haken                  | śpiewak operowy              | 1964           | czeska     |                                  |
| 83.  | Karel Höger                   | aktor                        | 1964           | czeska     |                                  |
| 84.  | Josef Štefan Kubín            | pisarz                       | 1964           | czeska     |                                  |
| 85.  | Ladislav Novomeský            | poeta                        | 1964           | słowacka   |                                  |
| 86.  | Jaroslav Fragner              | architekt                    | 1965           | czeska     |                                  |
| 87.  | Martin Frič                   | reżyser                      | 1965           | czeska     |                                  |
| 88.  | Jiřina Šejbalová              | aktorka                      | 1965           | czeska     |                                  |
| 89.  | Emil Belluš                   | architekt                    | 1965           | słowacka   |                                  |
| 90.  | Stanislav Neumann             | aktor                        | 1965           | czeska     |                                  |
| 91.  | Vladimír Šmeral               | aktor                        | 1965           | czeska     |                                  |
| 92.  | Ján Cikker                    | kompozytor                   | 1966           | słowacka   |                                  |
| 93.  | Jan Zrzavý                    | malarz                       | 1966           | czeska     |                                  |
| 94.  | František Hrubín              | poeta                        | 1966           | czeska     |                                  |
| 95.  | Jaroslav Seifert              | poeta                        | 1966           | czeska     |                                  |
| 96.  | Vilém Závada                  | poeta                        | 1966           | czeska     |                                  |
| 97.  | Jozef Budský                  | reżyser                      | 1966           | czeska     |                                  |
| 98.  | Ján Blaho                     | śpiewak operowy              | 1966           | słowacka   |                                  |
| 99.  | Karel Ančerl                  | dyrygent                     | 1966           | czeska     |                                  |
| 100. | Jaroslav Krombholc            | dyrygent                     | 1966           | czeska     |                                  |
| 101. | Bohuš Záhorský                | aktor                        | 1966           | czeska     |                                  |
| 102. | Jozef Kostka                  | rzeźbiarz                    | 1966           | słowacka   |                                  |
| 103. | Alexander Moyzes              | kompozytor                   | 1966           | słowacka   |                                  |
| 104. | Ján Smrek                     | poeta                        | 1966           | słowacka   |                                  |
| 105. | Vilém Nowak                   | malarz                       | 1967           | czeska     | Willi Nowak                      |
| 106. | Ladislav Vycpálek             | kompozytor                   | 1967           | czeska     |                                  |
| 107. | Adolf Hoffmeister             | malarz i pisarz              | 1967           | czeska     |                                  |
| 108. | Jan Slavíček                  | malarz                       | 1967           | czeska     |                                  |
| 109. | Josef Brož                    | malarz                       | 1967           | czeska     |                                  |
| 110. | Ivan Stodola                  | pisarz                       | 1967           | słowacka   |                                  |
| 111. | Antonín Strnadel              | malarz                       | 1967           | czeska     |                                  |
| 112. | Vladimír Holan                | poeta                        | 1968           | czeska     |                                  |
| 113. | Mária Hubová                  | śpiewaczka operowa           | 1968           | słowacka   |                                  |
| 114. | Miroslav Kůra                 | tancerz i choreograf         | 1968           | czeska     |                                  |
| 115. | Karol Plicka                  | aktor i reżyser              | 1968           | czeska     |                                  |
| 116. | Olga Scheinpflugová           | aktorka i pisarka            | 1968           | czeska     |                                  |
| 117. | Josef Svoboda                 | scenograf                    | 1968           | czeska     |                                  |
| 118. | Eduard Kohout                 | aktor                        | 1968           | czeska     |                                  |
| 119. | Alfréd Radok                  | reżyser                      | 1968           | czeska     | tytuł odebrany po emigracji      |
| 120. | Olga Skálová                  | tancerka i choreografka      | 1968           | czeska     |                                  |
| 121. | František Tröster             | scenograf                    | 1968           | czeska     |                                  |
| 122. | Rudolf Deyl                   | aktor                        | 1968           | czeska     |                                  |
| 123. | František Stupka              | skrzypek i dyrygent          | 1968           | czeska     | pośmiertnie                      |
| 124. | Vincent Hložník               | malarz                       | 1968           | słowacka   |                                  |
| 125. | Ján Mudroch                   | malarz                       | 1968           | słowacka   | pośmiertnie                      |
| 126. | Fraňo Štefunko                | rzeźbiarz                    | 1968           | słowacka   |                                  |
| 127. | Jiří Steimar                  | aktor                        | 1968           | czeska     | zmarł w dzień nadania tytułu     |
| 128. | Paľo Bielik                   | reżyser filmowy i aktor      | 1968           | słowacka   |                                  |
| 129. | Ján Kadár                     | reżyser filmowy              | 1968           | słowacka   | tytuł odebrany po emigracji      |
| 130. | Elmar Klos                    | reżyser filmowy              | 1968           | czeska     |                                  |
| 131. | Otakar Vávra                  | reżyser filmowy              | 1968           | czeska     |                                  |
| 132. | Bohuslav Fuchs                | architekt                    | 1968           | czeska     |                                  |
| 133. | Karel Lidický                 | rzeźbiarz                    | 1968           | czeska     |                                  |
| 134. | Margita Česányiová            | śpiewaczka operowa           | 1968           | słowacka   |                                  |
| 135. | Ján Kostra                    | poeta                        | 1969           | słowacka   |                                  |
| 136. | Alexander Matuška             | krytyk literacki             | 1969           | słowacka   |                                  |
| 137. | Ján Želibský                  | malarz                       | 1969           | słowacka   |                                  |
| 138. | Helena Bartošová-Schützová    | śpiewaczka operowa           | 1970           | słowacka   |                                  |
| 139. | Ján Jamnický                  | aktor                        | 1970           | słowacka   |                                  |
| 140. | Karel Zeman                   | reżyser filmowy              | 1970           | czeska     |                                  |
| 141. | Jaroslav Grus                 | malarz                       | 1970           | czeska     |                                  |
| 142. | Adolf Zábranský               | malarz                       | 1970           | czeska     |                                  |
| 143. | Jiří Dohnal                   | aktor                        | 1971           | czeska     |                                  |
| 144. | Jarmila Kurandová             | aktorka                      | 1971           | czeska     |                                  |
| 145. | Jaroslav Marvan               | aktor                        | 1971           | czeska     |                                  |
| 146. | Dezider Milly                 | malarz                       | 1971           | słowacka   |                                  |
| 147. | Andrej Plávka                 | pisarz                       | 1971           | słowacka   |                                  |
| 148. | Ján Poničan                   | pisarz                       | 1971           | słowacka   |                                  |
| 149. | Rudolf Pribiš                 | rzeźbiarz                    | 1971           | słowacka   |                                  |
| 150. | Hermína Týrlová               | reżyserka filmów animowanych | 1971           | czeska     |                                  |
| 151. | Richard Wiesner               | malarz                       | 1971           | czeska     |                                  |
| 152. | Ladislav Černý                | wiolonczelista               | 1971           | czeska     |                                  |
| 153. | Bohumír Dvorský               | malarz                       | 1971           | czeska     |                                  |
| 154. | František Foltýn              | malarz                       | 1972           | czeska     |                                  |
| 155. | Jozef Kollár                  | malarz                       | 1972           | słowacka   |                                  |
| 156. | Vítězslav Vejražka            | aktor                        | 1972           | czeska     |                                  |
| 157. | Pavol Horov                   | poeta                        | 1972           | słowacka   |                                  |
| 158. | Július Nemčík                 | malarz                       | 1972           | słowacka   |                                  |
| 159. | Břetislav Benda               | rzeźbiarz                    | 1973           | czeska     |                                  |
| 160. | Josef Rybák                   | pisarz                       | 1973           | czeska     |                                  |
| 161. | Mikuláš Huba                  | aktor                        | 1973           | słowacka   |                                  |
| 162. | Viliam Záborský               | aktor                        | 1973           | słowacka   |                                  |
| 163. | Karel Steklý                  | reżyser filmowy              | 1973           | czeska     |                                  |
| 164. | Mária Medvecká                | malarka                      | 1974           | słowacka   |                                  |
| 165. | Štefan Králik                 | dramaturg                    | 1974           | słowacka   |                                  |
| 166. | Margita Figuli-Šusterová      | pisarka                      | 1974           | słowacka   |                                  |
| 167. | Libuše Domanínská-Vyčichlová  | śpiewaczka operowa           | 1974           | czeska     |                                  |
| 168. | Miloš Václav Kratochvíl       | pisarz                       | 1974           | czeska     |                                  |
| 169. | Josef Malejovský              | rzeźbiarz                    | 1974           | czeska     |                                  |
| 170. | Karel Souček                  | malarz                       | 1974           | czeska     |                                  |
| 171. | Josef Toman                   | pisarz                       | 1974           | czeska     |                                  |
| 172. | Marta Drottnerová             | baletnica i choreografka     | 1975           | czeska     | najmłodszy z artystów narodowych |
| 173. | Otto Eckert                   | rzeźbiarz                    | 1975           | czeska     |                                  |
| 174. | František Lýsek               | chórmistrz                   | 1975           | czeska     |                                  |
| 175. | Bohumil Říha                  | pisarz                       | 1975           | czeska     |                                  |
| 176. | Karel Štěch                   | malarz                       | 1975           | czeska     |                                  |
| 177. | Milada Šubrtová               | śpiewaczka operowa           | 1975           | czeska     |                                  |
| 178. | Jiří Taufer                   | poeta                        | 1975           | czeska     |                                  |
| 179. | Ladislav Čemický              | malarz                       | 1975           | słowacka   |                                  |
| 180. | Dezider Kardoš                | kompozytor                   | 1975           | słowacka   |                                  |
| 181. | Vladimír Mináč                | pisarz                       | 1975           | słowacka   |                                  |
| 182. | Ladislav Vychodil             | scenograf                    | 1975           | słowacka   |                                  |
| 183. | Vladimír Bahna                | reżyser i scenarzysta        | 1976           | słowacka   |                                  |
| 184. | Elena Holéczyová              | pisarka i scenarzystka       | 1976           | słowacka   |                                  |
| 185. | Cyril Bouda                   | malarz                       | 1976           | czeska     |                                  |
| 186. | Václav Dobiáš                 | kompozytor                   | 1976           | czeska     |                                  |
| 187. | František Jiroudek            | malarz                       | 1976           | czeska     |                                  |
| 188. | Jan Seidel                    | kompozytor                   | 1976           | czeska     |                                  |
| 189. | Václav Smetáček               | dyrygent                     | 1976           | czeska     |                                  |
| 190. | Ivo Žídek                     | śpiewak operowy              | 1976           | czeska     |                                  |
| 191. | František Kovářík             | aktor                        | 1976           | czeska     |                                  |
| 192. | Jan Bauch                     | malarz i rzeźbiarz           | 1977           | czeska     |                                  |
| 193. | Orest Dubay                   | malarz                       | 1977           | słowacka   |                                  |
| 194. | Václav Neumann                | dyrygent                     | 1977           | czeska     |                                  |
| 195. | Vilém Přibyl                  | śpiewak operowy              | 1977           | czeska     |                                  |
| 196. | Ladislav Slovák               | dyrygent                     | 1977           | słowacka   |                                  |
| 197. | Josef Suk                     | skrzypek                     | 1977           | czeska     |                                  |
| 198. | Miroslav Válek                | poeta                        | 1977           | słowacka   |                                  |
| 199. | František Jílek               | dyrygent                     | 1978           | czeska     |                                  |
| 200. | Václav Kaplický               | pisarz                       | 1978           | czeska     |                                  |
| 201. | Jozef Kroner                  | aktor                        | 1978           | słowacka   |                                  |
| 202. | Vladimír Menšík               | aktor                        | 1978           | czeska     |                                  |
| 203. | Vojtech Mihálik               | poeta                        | 1978           | słowacka   |                                  |
| 204. | Andrej Očenáš                 | kompozytor                   | 1978           | słowacka   |                                  |
| 205. | Jiřina Petrovická             | aktorka                      | 1978           | czeska     |                                  |
| 206. | Martin Růžek                  | aktor                        | 1978           | czeska     |                                  |
| 207. | Ludvika Smrčková              | artystka                     | 1978           | czeska     |                                  |
| 208. | František Studený             | malarz                       | 1978           | słowacka   |                                  |
| 209. | Lev Šimák                     | malarz                       | 1978           | czeska     |                                  |
| 210. | Karol L. Zachar               | aktor i reżyser              | 1978           | słowacka   |                                  |
| 211. | Ladislav Fialka               | aktor                        | 1979           | czeska     |                                  |
| 212. | Alois Fišárek                 | malarz                       | 1979           | czeska     |                                  |
| 213. | Přemysl Kočí                  | śpiewak operowy              | 1979           | czeska     |                                  |
| 214. | Vilma Vrbová-Kotrbová         | malarka                      | 1979           | czeska     |                                  |
| 215. | Oldřich Lipský                | reżyser filmowy              | 1979           | czeska     |                                  |
| 216. | Vladimír Neff                 | pisarz                       | 1979           | czeska     |                                  |
| 217. | Josef Páleníček               | pianista i kompozytor        | 1979           | czeska     |                                  |
| 218. | Jiří Pauer                    | kompozytor                   | 1979           | czeska     |                                  |
| 219. | Jiří Sequens                  | reżyser filmowy              | 1979           | czeska     |                                  |
| 220. | Ivan Skála                    | pisarz                       | 1979           | czeska     |                                  |
| 221. | Jozef Fabini                  | malarz                       | 1979           | słowacka   |                                  |
| 222. | Ján Kulich                    | rzeźbiarz                    | 1979           | słowacka   |                                  |
| 223. | Karol Machata                 | aktor                        | 1979           | słowacka   |                                  |
| 224. | Július Pántik                 | aktor                        | 1979           | słowacka   |                                  |
| 225. | Mária Procházková-Kráľovičová | aktorka                      | 1979           | słowacka   |                                  |
| 226. | Jan Kozák                     | pisarz                       | 1980           | czeska     |                                  |
| 227. | Július Lörincz                | malarz                       | 1980           | słowacka   |                                  |
| 228. | Miroslava Pešíková            | tancerka                     | 1980           | czeska     |                                  |
| 229. | František Rauch               | pianista                     | 1980           | czeska     |                                  |
| 230. | Jozef Šturdík                 | malarz                       | 1980           | słowacka   |                                  |
| 231. | Drahomíra Tikalová            | śpiewaczka operowa           | 1980           | czeska     |                                  |
| 232. | Josef Veselka                 | chórmistrz                   | 1980           | czeska     |                                  |
| 233. | Miloš Axman                   | rzeźbiarz                    | 1981           | czeska     |                                  |
| 234. | Václav Hilský                 | architekt                    | 1981           | czeska     |                                  |
| 235. | Emil Hlobil                   | kompozytor                   | 1981           | czeska     |                                  |
| 236. | Miloš Kirschner               | scenarzysta filmowy          | 1981           | czeska     |                                  |
| 237. | Elena Kittnarová              | śpiewaczka operowa           | 1981           | słowacka   |                                  |
| 238. | Miloš Nedbal                  | aktor                        | 1981           | czeska     |                                  |
| 239. | Jiří Němeček                  | choreograf i tancerz         | 1981           | czeska     |                                  |
| 240. | Arnošt Paderlík               | malarz                       | 1981           | czeska     |                                  |
| 241. | Karel Vacek                   | kompozytor                   | 1981           | czeska     |                                  |
| 242. | Tibor Bártfay                 | rzeźbiarz                    | 1981           | słowacka   |                                  |
| 243. | Karel Berman                  | śpiewak operowy              | 1982           | czeska     |                                  |
| 244. | Ignác Bizmayer                | rzeźbiarz                    | 1982           | słowacka   |                                  |
| 245. | Miroslav Florian              | pisarz                       | 1982           | czeska     |                                  |
| 246. | Ladislav Chudík               | aktor                        | 1982           | słowacka   |                                  |
| 247. | Zdeněk Kovář                  | rzeźbiarz                    | 1982           | czeska     |                                  |
| 248. | Zdeněk Pluhař                 | pisarz                       | 1982           | czeska     |                                  |
| 249. | Jan Simota                    | rzeźbiarz                    | 1982           | czeska     |                                  |
| 250. | Karel Stehlík                 | malarz                       | 1982           | czeska     |                                  |
| 251. | Václav Trojan                 | kompozytor                   | 1982           | czeska     |                                  |
| 252. | Oto Ferenczy                  | kompozytor                   | 1983           | słowacka   |                                  |
| 253. | Maša Haľamová                 | poetka                       | 1983           | słowacka   |                                  |
| 254. | Naděžda Kniplová-Pokorná      | śpiewaczka operowa           | 1983           | czeska     |                                  |
| 255. | Alois Sopr                    | rzeźbiarz                    | 1983           | czeska     |                                  |
| 256. | Josef Větrovec                | aktor                        | 1983           | czeska     |                                  |
| 257. | Bohdan Warchal                | dyrygent                     | 1983           | słowacka   |                                  |
| 258. | Vilém Wünsche                 | malarz                       | 1983           | czeska     |                                  |
| 259. | Jaroslav Balík                | reżyser filmowy              | 1984           | czeska     |                                  |
| 260. | Peter Dvorský                 | śpiewak operowy              | 1984           | słowacka   |                                  |
| 261. | František Filipovský          | aktor                        | 1984           | czeska     |                                  |
| 262. | Jan Hána                      | rzeźbiarz                    | 1984           | czeska     |                                  |
| 263. | Zdeněk Košler                 | dyrygent                     | 1984           | czeska     |                                  |
| 264. | Rudolf Moric                  | pisarz                       | 1984           | słowacka   |                                  |
| 265. | Jiřina Švorcová               | aktorka                      | 1984           | czeska     |                                  |
| 266. | Gabriela Beňačková-Čápová     | śpiewaczka operowa           | 1985           | słowacka   |                                  |
| 267. | Albín Brunovský               | malarz                       | 1985           | słowacka   |                                  |
| 268. | Oldřich Flosman               | kompozytor                   | 1985           | czeska     |                                  |
| 269. | Tibor Frešo                   | kompozytor i dyrygent        | 1985           | słowacka   |                                  |
| 270. | Karel Gott                    | piosenkarz                   | 1985           | czeska     |                                  |
| 271. | Jan Habarta                   | rzeźbiarz                    | 1985           | czeska     |                                  |
| 272. | Karel Hofman                  | malarz                       | 1985           | czeska     |                                  |
| 273. | Jana Jonášová                 | śpiewaczka operowa           | 1985           | czeska     |                                  |
| 274. | Radomír Kolář                 | malarz                       | 1985           | czeska     |                                  |
| 275. | Miloš Kopecký                 | aktor                        | 1985           | czeska     |                                  |
| 276. | Július Lenko                  | poeta                        | 1985           | słowacka   |                                  |
| 277. | Jan Pilař                     | poeta                        | 1985           | czeska     |                                  |
| 278. | Ladislav Snopek               | rzeźbiarz                    | 1985           | słowacka   |                                  |
| 279. | Věra Soukupová                | śpiewaczka                   | 1985           | czeska     |                                  |
| 280. | Antonín Švorc                 | śpiewak operowy              | 1985           | czeska     |                                  |
| 281. | Václav Zítek                  | śpiewak operowy              | 1985           | czeska     |                                  |
| 282. | Vlastimil Brodský             | aktor                        | 1988           | czeska     |                                  |
| 283. | Věra Drnková-Zářecká          | artystka tekstylna           | 1988           | czeska     |                                  |
| 284. | Gejza Dusík                   | kompozytor                   | 1988           | słowacka   |                                  |
| 285. | Jan Hanuš                     | kompozytor                   | 1988           | czeska     |                                  |
| 286. | Jana Hlaváčová                | aktorka                      | 1988           | czeska     |                                  |
| 287. | Miloslav Holub                | aktor                        | 1988           | czeska     |                                  |
| 288. | Rudolf Hrušínský              | aktor                        | 1988           | czeska     |                                  |
| 289. | Cyril Chramosta               | malarz                       | 1988           | czeska     |                                  |
| 290. | Václav Kašlík                 | kompozytor i dyrygent        | 1988           | czeska     |                                  |
| 291. | František Kožík               | pisarz                       | 1988           | czeska     |                                  |
| 292. | Andrej Lettrich               | reżyser filmowy              | 1988           | słowacka   |                                  |
| 293. | Ondrej Malachovský            | śpiewak operowy              | 1988           | słowacka   |                                  |
| 294. | Lubomír Malý                  | altowiolista                 | 1988           | czeska     |                                  |
| 295. | Milan Novák                   | kompozytor                   | 1988           | słowacka   |                                  |
| 296. | Klára Patakiová               | rzeźbiarka                   | 1988           | słowacka   |                                  |
| 297. | Arpád Račko                   | rzeźbiarz                    | 1988           | słowacka   |                                  |
| 298. | Ludvík Ráža                   | reżyser filmowy              | 1988           | czeska     |                                  |
| 299. | Ota Sklenčka                  | aktor                        | 1988           | czeska     |                                  |
| 300. | Rudolf Svoboda                | rzeźbiarz                    | 1988           | czeska     |                                  |
| 301. | Jaromír Tomeček               | pisarz                       | 1988           | czeska     |                                  |
| 302. | Martin Ťapák                  | reżyser filmowy              | 1988           | słowacka   |                                  |
| 303. | František Vláčil              | reżyser filmowy              | 1988           | czeska     |                                  |
| 304. | Vlastimil Harapes             | tancerz i choreograf         | 1989           | czeska     |                                  |
| 305. | Ota Hofman                    | pisarz                       | 1989           | czeska     |                                  |
| 306. | Jiří Marek                    | pisarz                       | 1989           | czeska     |                                  |
| 307. | Otmar Mácha                   | kompozytor                   | 1989           | czeska     |                                  |
| 308. | Václav Rabas                  | organista                    | 1989           | czeska     |                                  |
| 309. | Zuzana Růžičková-Kalabisová   | pianistka i klawesynistka    | 1989           | czeska     |                                  |
| 310. | Jarmila Šuláková-Schmidtová   | śpiewaczka                   | 1989           | czeska     |                                  |
| 311. | Jindřich Wielgus              | rzeźbiarz                    | 1989           | czeska     |                                  |
| 312. | Alfonz Bednár                 | pisarz                       | 1989           | słowacka   |                                  |
| 313. | Štefan Nosáľ                  | choreograf                   | 1989           | słowacka   |                                  |
| 314. | Ľudovít Rajter                | kompozytor                   | 1989           | słowacka   |                                  |
| 315. | Štefan Uher                   | reżyser filmowy              | 1989           | słowacka   |                                  |
| 316. | Jindřich Praveček             | dyrygent i kompozytor        | 1989           | czeska     |                                  |

## Kontrowersje
W 1990 roku przyznawanie tytułu zostało zniesione, ze względu na to, że zbyt duży wpływ na jej nadawanie miał dawny reżim. Kilku artystów otrzymało tytuł za polityczną zgodność z ówczesnym reżimem, a nie za prawdziwe walory artystyczne. W okresie cenzury, kiedy wielu artystów wyemigrowało lub odmówiło prowadzenia działalności, zasady promocji artystycznej były w większości podyktowane polityką.
Według Zuzany Bartošovej, badaczki z Institute of Art History of SAS, po 1968 roku tytuł ten otrzymali przede wszystkim artyści, którzy byli za ideologią i ideą, że sztuka powinna służyć celom politycznym i je promować. Wszystko, co stworzyli autorzy podczas normalizacji, można uznać za twórcze dzieło, a nie za dzieło sztuki. Przykładem tego jest nieistniejąca już statua przedstawiająca głowę Lenina, stworzona przez rzeźbiarza Jana Kulicha w Żylinie. Bartošová twierdzi, że w tym czasie rzeźbiarze akademiccy i malarze często otrzymywali kontrakty od państwa, które „odpowiadały przeciętnemu gustowi urzędników i urzędów”. Wyjątkowość i oryginalność dzieł krajowych artystów, takich jak architekt Dušan Jurkovič, Martin Benka, Miloš Alexander Bazovský, Ľudovít Fulla i Janko Alexy, były doceniane już przed 1968 rokiem, a posiadanie ich jest nadal uważane za prestiż.
Podobnie sytuacja wyglądała wśród pisarzy i publicystów. Według Dany Hučkovej, dyrektor Instytutu Literatury Słowackiej, w połowie lat sześćdziesiątych przyznanie tytułu było aktem rehabilitacji ludzi, którzy zostali przymusowo zdegradowani lub nawet prześladowani. W tym czasie Laco Novomeský i Ján Smrek zostali artystami narodowymi. Dopiero w okresie normalizacji związek artysty z reżimem politycznym ujawnił się w tytule. W tych latach tytuł otrzymali m.in. Vladimír Mináč, Miroslav Válek i Vojtech Mihálik.